# Dialética Negativa
A Dialética negativa (em alemão, Negative Dialektik) é um livro do filósofo, musicólogo e sociólogo alemão Theodor W. Adorno (1903 † 1969), um dos expoentes da Escola de Frankfurt. O livro foi lançado em 1966. 
Dialética Negativa é uma das obras fundamentais de Adorno e, dentre os seus trabalhos mais sistêmicos, é o mais bem acabado. Na origem, dever-se-ia constituir em um dos três pilares do pensamento do filósofo, juntamente com Teoria Estética e um projeto sobre filosofia moral, que nunca chegou a ser concretizado.
Inscrita na tradição da Teoria Crítica, a Dialética Negativa recupera a questão central dessa vertente: a emancipação do homem. Para atingir essa emancipação, contra os vetores opressivos da sociedade moderna, Adorno retoma o método filosófico inicialmente apresentado por Hegel: a dialética. No entanto, Adorno inverte o princípio mesmo de funcionamento deste método. Em vez de basear o conhecimento humano sobre a  identidade (na consciência) entre os objetos e o sujeito pensante (como Aufhebung  em Hegel), a dialética de Adorno é um conhecimento agudo da não identidade entre sujeito e objeto. Em outras palavras, a dialética negativa é a consciência dessa diferença e da impossibilidade de abarcar o todo por meio do simples pensamento.
Enquanto método e enquanto filosofia, "a dialética é a ciência das leis gerais do movimento, tanto no mundo externo quanto do pensamento humano", segundo Engels. Ela é a estrutura contraditória do real. Através dela compreendemos que as coisas estão sempre em relação recíproca, nada acontece por acaso - seja nos fenômenos da natureza, seja nas relações entre os homens. Nada pode ser entendido isoladamente, fora da realidade à sua volta. Tudo e todos pertencem a uma "totalidade dialética", isto é, fazem parte de uma estrutura.
Os frankfurtianos questionam um sistema que nega  ao homem (no exato momento que o afirma ideologicamente) o direito à própria vida - biológica, social, intelectual, política, econômica etc. Conscientes do poder mistificador da ideologia, eles se revelam melancólicos na busca por um mundo melhor e mais justo, criticando, inclusive, a indústria cultural que é usada para manipulação das massas e para matar, já na raiz, as legítimas manifestações culturais dos seres sociais. A melancolia decorre do poder de alienação do sistema que anestesia as consciências reificando o ser humano, o qual se torna uma peça sem importância na engrenagem da máquina devoradora descrita por Kafka em Na Colônia Penal (1919). Superar a alienação significa acordar para a realidade em volta, compreendendo que toda realidade é fruto de uma realidade anterior que lhe deu causa, e que há um processo histórico na formulação de todas as realidades, de todas as políticas, de todas as atividades humanas. Discutir o processo, negar suas premissas para buscar a verdade legítima é a tarefa a que se propõe a "dialética negativa" em oposição à teoria positivista que confirma e legitima o sistema através da ideologia.

## Influência
É a partir de Dialética Negativa que Axel Honneth desenvolve  parte do seu pensamento crítico. Jürgen Habermas também retoma vários dos pontos que haviam sido levantados por Adorno nessa obra, fundando sua crítica na sua própria dialética e em um novo conceito de racionalidade.